# Brajłów (stacja kolejowa)
Brajłów (ukr. Браїлів) – stacja kolejowa w miejscowości Brajłów, w rejonie żmeryńskim, w obwodzie winnickim, na Ukrainie. Położona jest na linii Odessa – Kijów.

## Historia
Stacja powstała w XIX w., początkowo jako przystanek, na kolei odesko-kijowskiej, pomiędzy stacjami Żmerynka i Hniewań.